# Oras
Oras è una municipalità di quarta classe delle Filippine, situata nella Provincia di Eastern Samar, nella Regione del Visayas Orientale.
Oras è formata da 42 baranggay:
- Agsam
- Alang-alang
- Bagacay
- Balingasag
- Balocawe (Pob.)
- Bantayan
- Batang
- Bato
- Binalayan
- Buntay
- Burak
- Butnga (Pob.)
- Cadian
- Cagdine
- Cagpile
- Cagtoog
- Camanga (Pob.)
- Dalid
- Dao
- Factoria
- Gamot

- Iwayan
- Japay
- Kalaw
- Mabuhay
- Malingon
- Minap-os
- Nadacpan
- Naga
- Pangudtan
- Paypayon (Pob.)
- Riverside (Pob.)
- Rizal
- Sabang
- San Eduardo
- San Roque (Pob.)
- Santa Monica
- Saugan
- Saurong
- Tawagan (Pob.)
- Tiguib (Pob.)
- Trinidad (Maycorot)